# 만성 독성
만성 독성(慢性 毒性)은 평상시에는 치명적이지 않아도 장기간 노출로 발생하는 독성으로서 사망을 유발할 수 있다.
오염 물질 또는 기타 스트레스 요인에 장기간 노출된 결과로 발생하는 부작용인 만성 독성은 수생 독성학의 중요한 측면이다. 만성 독성과 관련된 부작용은 직접적으로 치명적일 수 있지만 일반적으로 성장, 번식 또는 행동의 변화를 포함하여 준치사적이다. 만성 독성은 더 짧은 기간 동안 더 높은 농도로 발생하는 급성 독성과 대조된다. 다양한 오염 물질의 만성 독성을 평가하기 위해 다양한 독성 테스트를 수행할 수 있으며 일반적으로 유기체 수명의 10% 이상 지속된다. 수생 만성 독성 시험 결과는 수생 생물 보호를 위한 수질 지침 및 규정을 결정하는데 사용될 수 있다.

## 같이 보기
- 급성 독성